# Клинкет

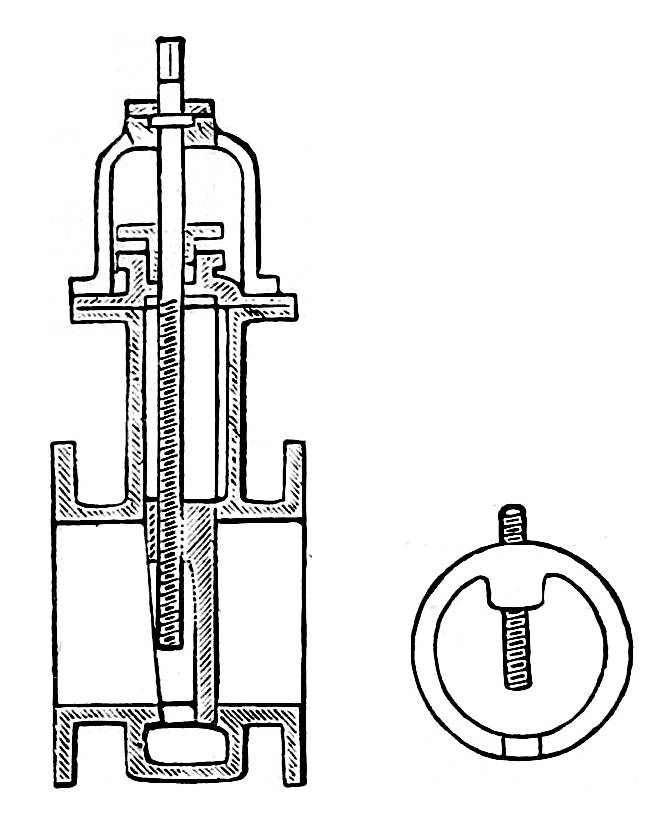
Клинкет (рисунок из «Военной энциклопедии Сытина»)

Клинкет (от нидерл. klinket — заслонка) — устройство, предназначенное для открытия, закрытия или регулирования потока при наступлении определённых условий в судовых системах и трубопроводах или один из видов глубинного гидротехнического затвора.
Главное отличие клинкета от традиционного клапана состоит в том, что диск, закрывающий отверстие для прохода рабочей среды, не опускается на гнездо по направлению его оси, а скользит, как задвижка, по притёртой поверхности гнезда.
Клинкеты бывают односторонние и двойные. Диски в обоих случаях скользят свободно в направляющих до окончательного закрытия отверстия клинкета и затем клиновым приспособлением прижимаются к гнёздам.
Преимущество клинкетов перед клапанами — в меньшем сопротивлении для прохода рабочей среды; при больших диаметрах клинкеты легче и компактнее, но водонепроницаемость у них хуже, они требуют частой притирки и большего времени для закрытия. Поэтому клинкеты применяются на военных кораблях лишь там, где их преимущества можно хорошо использовать, главным образом, для труб больших диаметров.
Наибольшее применение в конце XIX — начале XX века клинкеты нашли для трубопроводов циркуляции помп холодильников, для сообщительных труб между турбинами, где их диаметры достигают 5—6 метров, и для питательного трубопровода, а также для отверстий подводных минных аппаратов.
Спускной клинкет (клинкетная дверь) представляет собой вертикальную дверь и применяется в водонепроницаемых переборках.